# Projektgesellschaft für die Verkehrsanlagen im Zentralen Bereich Berlin
Die Projektgesellschaft für die Verkehrsanlagen im Zentralen Bereich Berlin (Abkürzung PVZB) war ein Mitte der 1990er Jahre bestehendes Tochterunternehmen der Deutschen Bahn zur Realisierung verschiedener Eisenbahn- und einzelner Straßenbahnprojekte im Umfeld des Berliner Hauptbahnhofs und entlang der neuen Nord-Süd-Verbindung. Die 1994 gegründete Gesellschaft wurde 1996 in die DB Projekt Knoten Berlin überführt.

## Geschichte
Am 4. August 1992 beschloss der Berliner Senat die Gründung der Gesellschaft. Sie sollte Anfang 1993 ihre Arbeit aufnehmen. An der privatrechtlich organisierten Firma sollte sich jeweils zur Hälfte das Land Berlin und zur anderen Hälfte die Deutsche Reichsbahn beteiligen. Die Federführung sollte beim Berliner Senat liegen. Das Unternehmen sollte mit etwa 100 Mitarbeitern über zehn Jahre mit den Vorhaben befasst sein. Diese Pläne wurden zunächst nicht umgesetzt.
Das Unternehmen wurde letztlich 1994 als eine Tochtergesellschaft des Geschäftsbereichs Netz der Deutschen Bahn gegründet. Ihr Auftrag war der Bau von Eisenbahn- und Straßenbauprojekten im Berliner Regierungsviertel, einschließlich des Lehrter Bahnhofs. Ihr Unternehmensgegenstand war „die Vorbereitung und Steuerung von Planung und Bauvorbereitung, Baudurchführung und Bauüberwachung einschließlich der Vergabe, Koordinierung und Abwicklung aller Arbeiten“ zu den folgenden Projekten:
1. Für die Deutsche Bahn die viergleisige Eisenbahnstrecke (Fern- und Regionalbahn) im Zentralen Bereich von Berlin, Abschnitt Nordring und Papestraße einschließlich der Bahnhöfe Lehrter Bahnhof, Potsdamer Platz und Papestraße.
2. Für das Land Berlin: U-Bahn, U-Bahn-Tunnel der Linie U5 zwischen Brandenburger Tor und Döberitzer Straße sowie der Stadtstraßentunnel zwischen der Heidestraße und dem Landwehrkanal.[5]

Das Unternehmen sollte bis 2002 4,5 Milliarden DM investieren. Davon entfielen 3,1 Milliarden DM auf die Bahnanlagen zwischen auf dem 8 km langen Abschnitt zwischen S-Bahn-Nordring und dem Bahnhof Papestraße. Oberirdische Bahnhofsgebäude waren in dieser Summe nicht enthalten.
Das Stammkapital der Gesellschaft betrug 50.000 DM. Als alleiniger Gründungsgeschäftsführer fungierte zunächst der von Bahnchef Heinz Dürr angeworbene Tunnelbauexperte Fritz Vollrath. Er wurde nach eigenen Angaben Ende 1994 entlassen, nachdem er wiederholt die Planung des Berliner Hauptbahnhofs als unrealistisch kritisiert habe. Die Deutsche Bahn machte zu diesem Schritt keine Angaben.
Der Berliner Senat beschloss am 14. Juni 1994, der von der Deutschen Bahn AG gegründeten Gesellschaft beizutreten. Das Land Berlin und die Deutsche Bahn waren je zur Hälfte an der Gesellschaft beteiligt. Im Geschäftsjahr 1995 beschäftigte das Unternehmen durchschnittlich 25 Mitarbeiter. Die Bilanzsumme lag bei 6,2 Millionen DM.
Das Unternehmen wurde im September 1996 mit dem Bereich Netzprojekte Berlin der DB zur DB Projekt GmbH Knoten Berlin verschmolzen. Das neue Unternehmen beschäftigte zunächst rund 400 Mitarbeiter und verantwortete die Neu- und Ausbauvorhaben der Deutschen Bahn in der Region Berlin. Durch Beschluss der Gesellschafterversammlung vom 9. Juni 1996 wurde der Gesellschaftervertrag entsprechend geändert.
Zum 1. Januar 2000 wurde dieses Unternehmen wiederum mit der Planungsgesellschaft Bahnbau Deutsche Einheit verschmolzen. Daraus ging letztlich die DB Projekt Verkehrsbau hervor, die wiederum in die DB ProjektBau umgewandelt wurde. 2015 wurde diese interne Projektgesellschaft der Deutschen Bahn aufgelöst und in die DB Engineering & Consulting überführt. Die Projektleitungsaufgaben sind dabei nicht übertragen worden, sondern auf die drei Eisenbahninfrastrukturunternehmen DB Netz AG, DB Station&Service AG und DB Energie GmbH übergegangen.